# Blackdown Hills
Pour les articles homonymes, voir Blackdown.
Les Blackdown Hills sont une chaîne de collines située le long de la frontière entre le Somerset et le Devon dans le Sud-Ouest de l'Angleterre.
Le site est désigné Area of Outstanding Natural Beauty (AONB) en 1991.

## Géographie

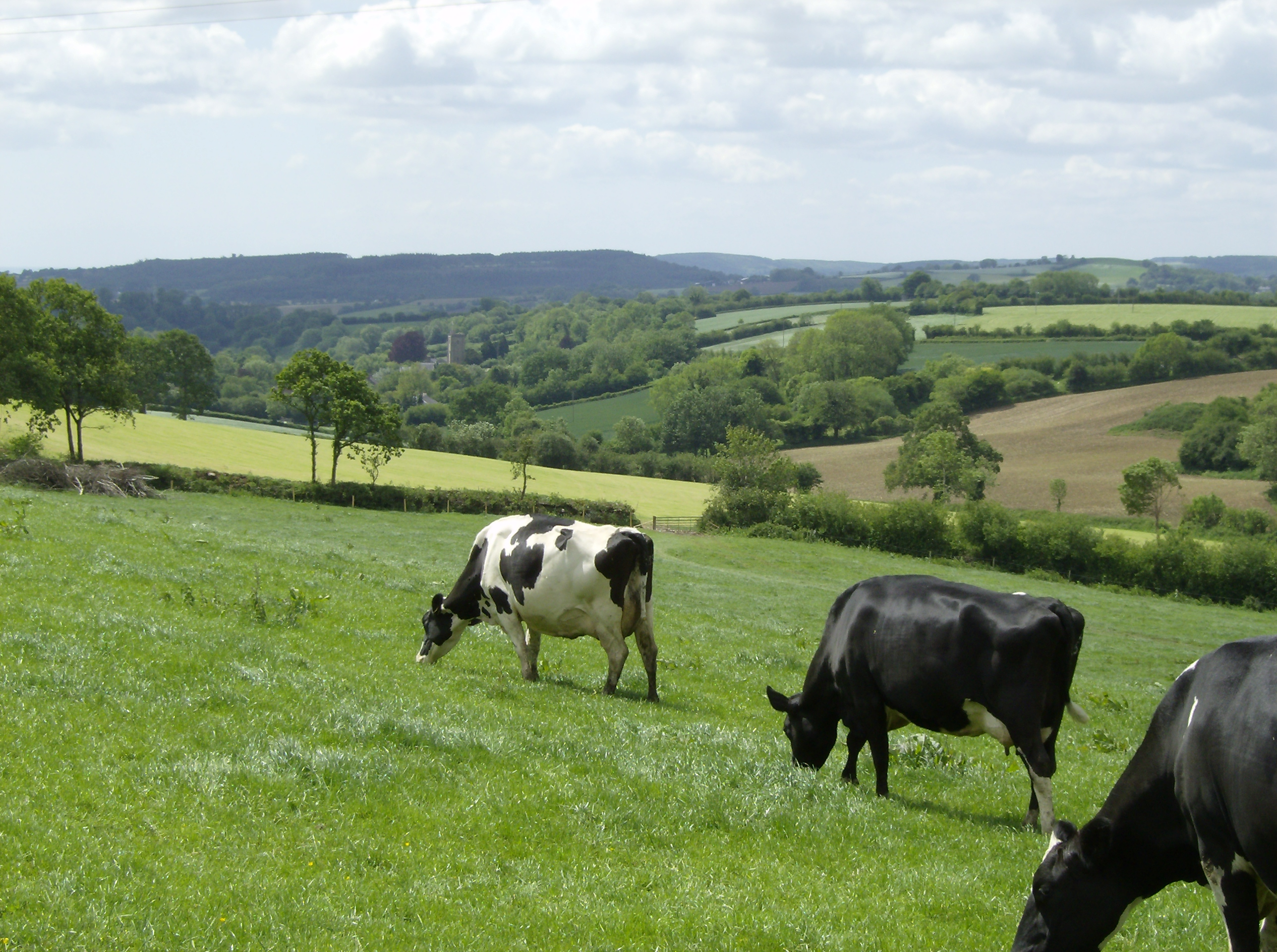
Les Blackdown Hills près de Dalwood.

Les Blackdowns forment une région naturelle désignée National Character Area (no 147) par Natural England, l'organisme public responsable de l'environnement naturel de l'Angleterre. Les régions naturelles voisines sont : les Devon Redlands à l'ouest, la Vale of Taunton and Quantock Fringes (en) au nord, les Mid Somerset Hills (en) au nord-est, les Yeovil Scarplands (en) à l'est et les Marshwood and Powerstock Vales (en) au sud-est,,.
Le plateau est dominé par des bandes de chailles dures de Upper Greensand (en) avec quelques restes de craie et est traversé par des vallées fluviales. Les collines abritent une vaste gamme d'animaux sauvages, ce qui a conduit à la désignation de seize sites d'intérêt scientifique particulier (SSSI).
À cheval sur la frontière du Somerset et du Devon, l'AONB de Blackdown Hills couvre une superficie de 370 kilomètres carrés. Les collines atteignent leur point culminant de 315 mètres d'altitude à Staple Hill dans le Somerset. Les collines de la partie sud de la région, près de Honiton dans le Devon, sont plus douces. Les Blackdown Hills sont une région peu peuplée ; une grande partie de la terre est utilisée pour l'élevage laitier.
La rivière Culm prend sa source près de Culmhead et coule vers l'ouest en traversant Hemyock, Culmstock jusqu'à Uffculme avant de se jeter dans l'Exe à la périphérie nord-ouest d'Exeter. Il a été supposé que le nom de la rivière signifierait « nœud » ou « cravate », en référence aux méandres et aux boucles qu'elle forme ou qu'il serait dérivé d'un nom de rivière celtique signifiant ruisseau sinueux.
La rivière Otter prend sa source près d'Otterford, où un ruisseau alimente les lacs nommées Otterhead. Elle coule ensuite vers le sud sur 32 kilomètres à travers l'East Devon jusqu'à la Manche à l'extrémité ouest de la baie de Lyme. L'aquifère de grès du Permien et du Trias dans la vallée d'Otter est l'une des plus grandes sources d'eau souterraine du Devon, fournissant de l'eau potable à Taunton. Les autres cours d'eau sont la rivière Yarty et le Corry Brook.
Les villages du nord de la partie Somerset des collines comprennent Staple Fitzpaine, Buckland St Mary, Whitestaunton, Wambrook et Churchstanton. La zone plus grande et plus au sud du Devon comprend Dunkeswell, Luppitt, Upottery, Smeatharpe, Hemyock, Blackborough (en), Yarcombe, Membury, Stockland, Sheldon, Cotleigh et Chardstock.

## Histoire
Des études paléoenvironnementales ont montré que la matière organique a commencé à s'accumuler sur les Blackdown au cours des périodes mésolithique et néolithique, avec des zones de prairies ouvertes, des terres herbeuses avec de petites composantes boisées identifiées. Il existe plusieurs lieux de sépulture de l'âge du bronze, dont Robin Hood's Butts (en) près d'Otterford,,.
Les sites archéologiques notables incluent les collines fortifiées de l'âge du fer de Membury Castle (en), à Hembury (en) et de Castle Neroche (en). Hembury est une enceinte néolithique à chaussée près de Honiton. Elle date de la fin du Ve et du début du IVe millénaire av. J.-C. et aurait été la capitale de la tribu Dumnonii. Le fort est situé sur un promontoire au nord et surplombant la rivière Otter à environ 178 m d'altitude. Il a donné son nom à certaines des premières poteries néolithiques du sud de la Grande-Bretagne. Un fort a ensuite été construit sur le même site. Des preuves archéologiques ont été trouvées sur le site d'une occupation militaire romaine, suggérant un fort de l'âge du fer. C'est de nos jours un monument antique classé.
Quatorze enceintes de pente de colline, datant de l'âge du fer ont été identifiées sur les Blackdown Hills, et des restes préhistoriques, d'environ 100 av. J.-C., ont été trouvés à Hemyock.

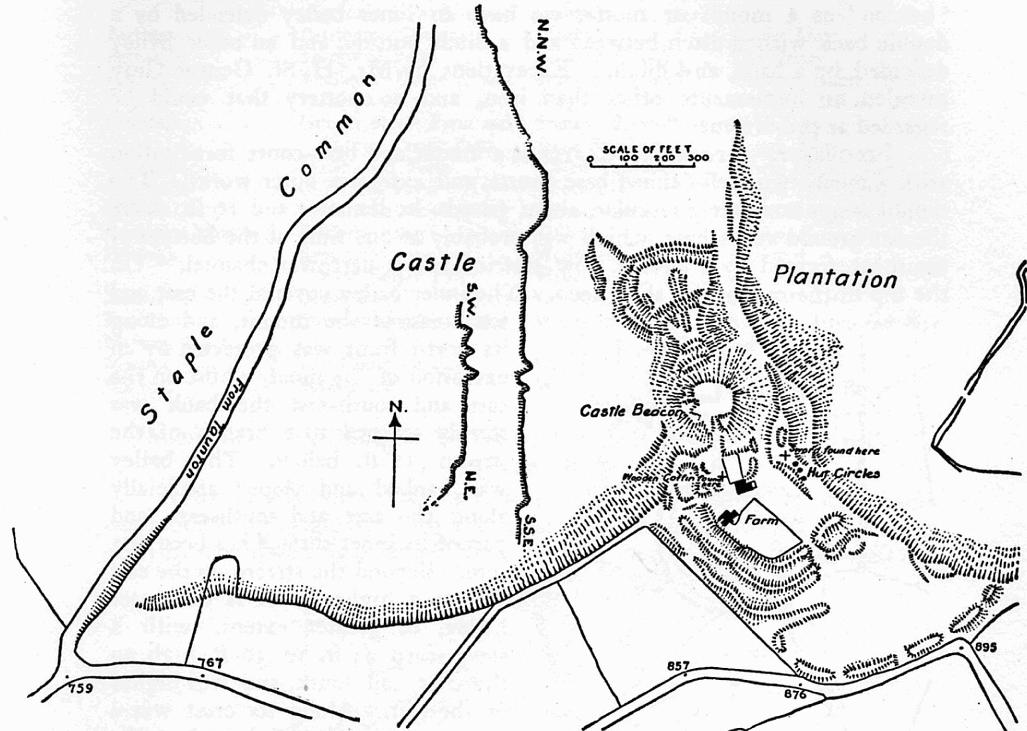
Castle Neroche.

Castle Neroche est une motte castrale située sur le site d'une colline fortifiée près de Staple Fitzpaine. La colline culmine à 260 mètres sur l'escarpement nord des Blackdown Hills. Le château a probablement été construit par Robert de Mortain au XIe siècle et est probablement tombé en désuétude au XIIe siècle. Autour du carrefour de Staple Fitzpaine, il y a plusieurs gros rochers de grès. On les appelle des diaboliques et on dit qu'ils ont été lancés par le diable depuis le château de Neroche. Selon la légende, si vous les piquez avec une épingle, ils prélèvent du sang. Le mot anglais « Stapol » signifie pilier ou poteau et il est supposé que cela aurait donné au village la première partie de son nom. La deuxième partie vient de la famille Fitzpaine qui possédait le manoir entre 1233 et 1393.
Un bain romain et une folie édouardienne dans le village de Whitestaunton ont été fouillés par l'émission de télévision archéologique Time Team. Il existe également des preuves de travaux de fer à l'époque romano-britannique, à Dunkeswell, que la datation au radiocarbone situe au IIe siècle. Il a été suggéré que ces technologies et d'autres à base de fer ont donné aux collines un paysage assez industriel pendant la période romano-britannique, fournissant une source du nom de Blackdown Hills. Les minerais de fer locaux ont été fondus à Hemyock dans de petites bloomeries (fours) pour produire du fer pur jusqu'au Moyen Âge.
À Simonsburrow, une bataille entre les Britanniques indigènes et l'armée saxonne du roi Ine, mit fin (temporairement) à l'expansion des rois vers l'ouest. En 710, Ine et Nothhelm se sont battus contre Geraint de Domnonée, selon la Chronique anglo-saxonne, Jean de Worcester déclare que Geraint a été tué dans cette bataille. L'avance d'Ine lui a apporté le contrôle de ce qui est maintenant le Devon, la nouvelle frontière avec Dumnonia étant le fleuve Tamar.
Juste au nord de Culmstock, Culmstock Beacon fait partie d'une chaîne de balises élisabéthaines construites pour avertir d'une éventuelle invasion par l'Invincible Armada. Le 5 novembre 1380, le roi Richard II accorde à Sir William et Lady Margaret Asthorpe une licence pour créneler le manoir d'Hemyock, c'est-à-dire l'autorisation de le fortifier. Au fil des siècles, Hemyock Castle a eu de nombreux propriétaires notables, dont le Lord Chief Justice Sir John Popham. Pendant la guerre civile anglaise, il a été détenu pour le Parlement, soumis à un siège bref mais finalement méprisé pour détruire sa valeur militaire. Des parties des murs du château, des tours et des douves subsistent encore. Ils sont un monument antique classé et comprennent des expositions d'histoire et d'archéologie. Le château appartiendra également au général Sir John Graves Simcoe, le premier lieutenant-gouverneur du Haut-Canada en 1792. Il est enterré à Wolford Chapel (en) près de Dunkeswell . La chapelle est de nos jours la propriété de la province de l'Ontario.
Les premières tentatives ont été faites par Charles Ier pour clôturer des parties des Blackdowns dans les années 1630, mais cela a été opposé par le seigneur local et les roturiers. Il a réussi à clôturer 6 610 m2 et les a rapidement vendus, mais de nombreuses haies et clôtures ont été supprimées pendant la guerre civile anglaise. Cela a été suivi par de nouvelles tentatives de clôture en 1658, mais encore une fois seulement environ un tiers a été clôturé avec succès, ce qui est resté la situation jusqu'en 1833 lorsque le reste des collines a été clôturé.
Coldharbour Mill (en) a été construit vers 1800 pour exploiter l'énergie hydraulique disponible de la rivière Culm et a été utilisé pour la production de laine et de fil jusqu'à sa fermeture commerciale en 1981. Il est maintenant géré par une fiducie éducative et joue un rôle dans le récit de l'histoire industrielle de la région.
Le Wellington Monument est situé sur Wellington Hill à 3 km au sud de Wellington. Il a été érigé pour célébrer la victoire du duc de Wellington à la bataille de Waterloo. La première pierre fut posée en 1817, sur un terrain appartenant au duc, mais le monument ne fut achevé qu'en 1854. Son dessin s'inspire d'un obélisque égyptien, mais dans la forme du type de baïonnette utilisée par les armées de Wellington. Il appartient maintenant au National Trust et est éclairé la nuit.
L'artiste Robert Bevan a travaillé dans les Blackdown Hills de 1912 à 1925 en tant qu'invité du propriétaire foncier et artiste amateur Harold Harrison. Jusqu'à la fin de sa vie, Bevan a continué à peindre dans la vallée de Bolham et à proximité de Luppitt, son style anguleux s'accordant avec la forte structuration du paysage. Beaucoup de tableaux qu'il a produits dans la région sont conservées dans les musées nationaux.
Pendant la Seconde Guerre mondiale, des bases aériennes ont été construites à Dunkeswell, Upottery et Culmhead. L'aérodrome de Dunkeswell (IATA : N/A, OACI : EGTU) a été construit pendant la Seconde Guerre mondiale par la RAF et brièvement utilisé par l'USAF, puis la Fleet Airwing 7 de l'United States Navy. C'était la seule base aérienne de la marine américaine mise en service sur le sol britannique pendant la Seconde Guerre mondiale.